# Arroxo
Arroxo ist eine von 13 Parroquias und zugleich deren Hauptort in der Gemeinde Quiros in Asturien, Nordspanien.

## Dörfer und Weiler
- Arroxo: 3 Einwohner (2011)
- El Barón: unbewohnt (2011)
- El Castañeo: 2 Einwohner (2011)
- La Fábrica: 12 Einwohner (2011)
- El Quintanal: unbewohnt (2011)
- San Pedro: 7 Einwohner (2011)
- San Salvaor: 19 Einwohner (2011)
- Veiga: 13 Einwohner (2011)
- Viḷḷagondú: 12 Einwohner (2011)

## Sehenswertes
- romanische Pfarrkirche Iglesia de San Pedro mit Fundamenten aus dem 13. Jahrhundert